# Ču Č’-fan
Ču Č’-fan (čínsky pchin-jinem Zhū Zhìfán, znaky 朱寘鐇, † 14. března 1511) byl člen dynastie Ming. Patřil k vedlejší větvi rodu Ču Čana, šestnáctého syna Chung-wua, zakladatele a prvního císaře říše Ming. Roku 1492 zdědil titul knížete z An-chua, sídlil v Ning-sia, centru jednoho z pohraničních regionálních velitelství podél hranic říše Ming s Mongolskem. V květnu 1510 využil nespokojenosti důstojníků a vojáků tamní posádky s důsledným vymáháním daní a vzbouřil se. Vzpouru ospravedlňoval snahou o odstranění eunucha Liou Ťina, tehdy fakticky stojícího v čele mingské vlády. Povstání trvalo pouze několik týdnů, už koncem května 1510 se zhroutilo, když Čchiou Jüe, loajalista, který se naoko přidal k rebelům, zajal Ču Č’-fana a vládní oddíly pak ovládly město Ning-sia. Vzbouřenci byli potrestáni přiměřeně své vině, Ču Č’-fanovi císař Čeng-te dovolil spáchat sebevraždu.

## Život
Ču Č’-fan byl jedním z mnoha knížat dynastie Ming, pocházel z vedlejší větve linie knížat z Čching. Jeho předkem byl Ču Č’-tchung (秩炵, † 1502), čtvrtý syn Ču Čana, knížete z Čching a šestnáctého syna Chung-wua, prvního císaře čínské říše Ming. Ču Č’-tchung se (jako mladší syn knížete) roku 1421 stal knížetem komanderie An-chua (安化郡國王; An-chua leží v městské prefektuře Čching-jang na východě Kan-su). Ču Č’-fan byl vnuk Ču Č’-tchunga a od roku 1492 druhý kníže komanderie An-chua. Žil v Ning-sia, důležitém pohraničním pevnostním městě, kde bylo sídlo jednoho z regionálních velitelství vojsk na mingsko-mongolské hranici.
Měl dva mladší bratry – Č’-kchunga (寘錓) a Č’-wua (寘鎢) a tři syny. Jako kníže komanderie měl zaručený roční příjem od státu ve výši 1000 tanů (107 tisíc litrů) obilí, polovina byla vyplácena v naturáliích, polovina ve stříbře.
Považoval se za předurčeného k významným činům a shromáždil kolem sebe skupinu věrných stoupenců, včetně důstojníků posádky v Ning-sia a členů místní džentry. K předním důvěrníkům knížete patřili vojáci Che Ťin (何錦), který dosáhl povýšení na regionálního vojenského komisaře pomocí příspěvku státu ve výši 270 liangů (10 kg) stříbra, který si půjčil od knížete, a Čou Ang (周昂), který dosáhl stejné hodnosti stejnou cestou (pouze tentokrát šlo o 200 liangů). K okruhu kolem knížete patřil též student místní konfuciánské školy Sun Ťing-wen (孫景文) a několik dalších bývalých studentů.
Z Ču Č’-fanových ambicí nic nebylo, dokud roku 1510 Liou Ťin (eunuch, který díky důvěře a podpoře císaře Čeng-teho fakticky stál v čele vlády) neposlal do provincie Šen-si pověřence zavádějící zvýšení daní vojenským rolníkům a trestající dlužníky na daních. Proto se rozmohl hněv a nespokojenost. Kníže využil situaci a 12. května vyhlásil tažení proti Liou Ťinovi, povstání knížete z An-chua. Nicméně okolní vojenští velitelé se nepřidali a naopak informovali vládu v Pekingu. Proti vzbouřencům byla vyslána armáda vedená vysokým úředníkem Jang I-čchingem a eunuchem Čang Jungem. Ještě než dosáhla Šen-si, byl kníže 30. května zajat loajalisty vedenými Čchiou Jüem, důstojníkem posádky v Ning-sia.
Čang Jung zajaté vzbouřence odvezl do Pekingu. Necelá stovka rebelů byla popravena, 190 (včetně rodinných příslušníků popravených) odesláno do vzdálených pohraničních posádek. Ču Č’-fanovi císař Čeng-te dovolil spáchat sebevraždu.
Během tažení Jang I-čching přesvědčil Čang Junga k vystoupení proti Liou Ťinovi (namluvil Čangovi, že je ve smrtelném nebezpečí, protože Liou připravuje převrat). Čang Jung ve spojení s dalšími eunuchy svrhl Liou Ťina v září 1510.